# Turó de Cal Cardó
El Turó de Cal Cardó és una muntanya de 611 metres que es troba al municipi d'Aiguamúrcia, a la comarca catalana de l'Alt Camp.